# Callictita
Callictita is een geslacht van vlinders van de familie van de Lycaenidae. De soorten van dit geslacht komen voor op het eiland Nieuw-Guinea.

## Soorten
- C. albiplaga Joicey & Talbot, 1916
- C. arfakiana Wind & Clench, 1947
- C. cyara Bethune-Baker, 1908
- C. felgara Parsons, 1986
- C. jola Parsons, 1986
- C. lara Parsons, 1986
- C. mala Parsons, 1986
- C. tifala Parsons, 1986